# Oxyphencyclimine
Oxyphencyclimine là một thuốc kháng muscarinic.

## Tổng hợp
Phản ứng của chloroacetonitril (1) với metanol và hydro chloride dẫn đến iminoether tương ứng (phản ứng Pinner). Ngưng tụ 2 với 3-methylaminopropylamine cho (3) cho tetrahydropyrimidine tương ứng (4). Sự dịch chuyển của halogen với muối natri 5 tạo ra oxyphencyclimine (6). 

Tổng hợp oxyphencyclimine: (1958 đến Pfizer).